# Guangshan

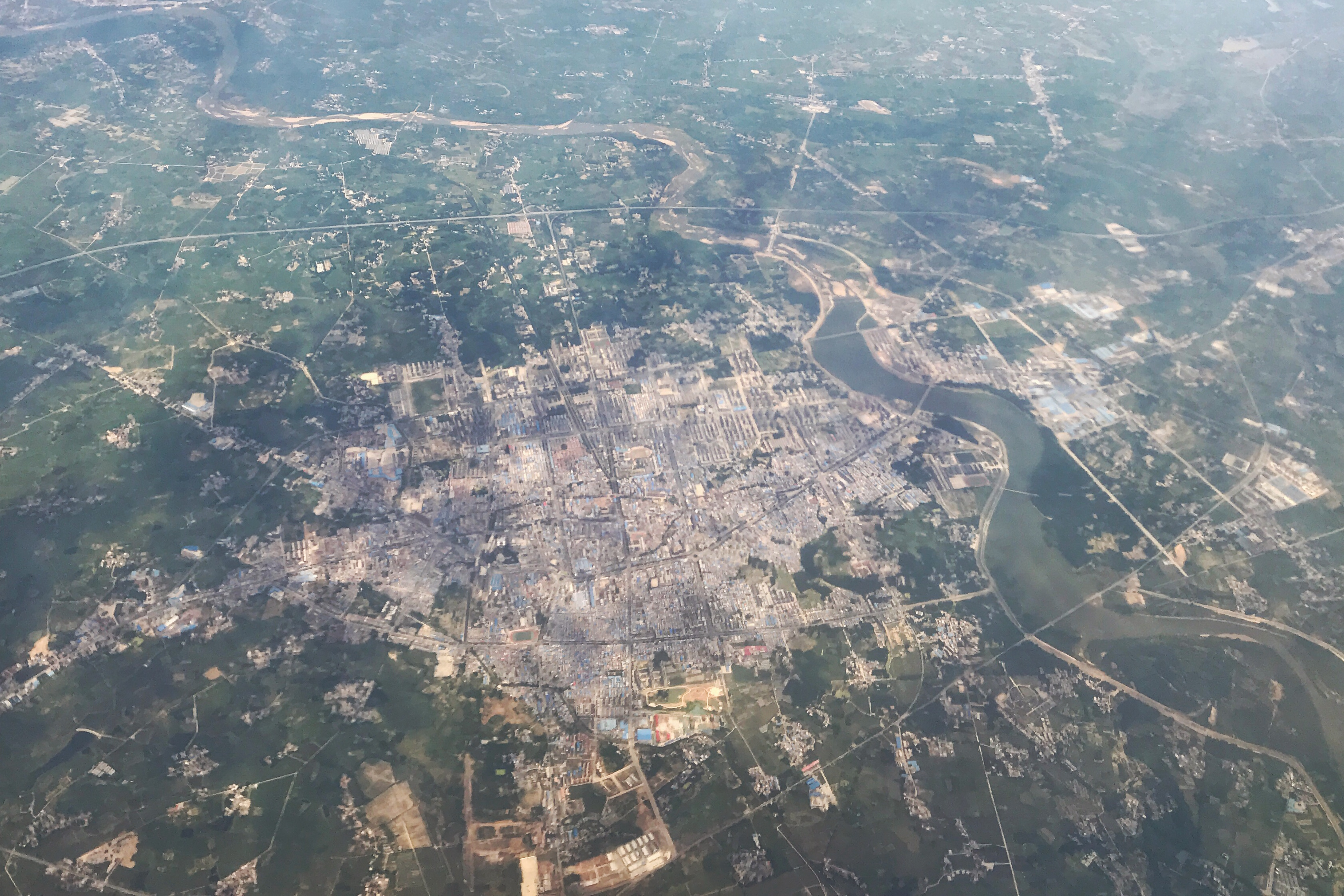
Guangshan, Flugaufnahme (2018)

Guangshan (chinesisch 光山县, Pinyin Guāngshān Xiàn) ist ein Kreis der bezirksfreien Stadt Xinyang in der chinesischen Provinz Henan. Er hat eine Fläche von 1.829 km² und zählt 608.900 Einwohner (Stand: Ende 2018).
Der Familiensitz von Deng Yingchao (Deng Yingchao zuju 邓颖超祖居) steht seit 2006 auf der Liste der Denkmäler der Volksrepublik China (6-982).

## Administrative Gliederung
Auf Gemeindeebene setzt sich Guangshan aus zwei Straßenvierteln, sieben Großgemeinden und zehn Gemeinden. Diese sind:
- Straßenviertel Zishui (紫水街道), Sitz der Kreisregierung;
- Straßenviertel Xianshan (弦山街道);
- Großgemeinde Baique (白雀园镇);
- Großgemeinde Mafan (马畈镇);
- Großgemeinde Popihe (泼陂河镇);
- Großgemeinde Shilimiao (十里庙镇);
- Großgemeinde Suntiepu (孙铁铺镇);
- Großgemeinde Zhaihe (寨河镇);
- Großgemeinde Zhuanqiao (砖桥镇);
- Gemeinde Beixiangdian (北向店乡);
- Gemeinde Huaidian (槐店乡);
- Gemeinde Hushan (斛山乡);
- Gemeinde Liangting (凉亭乡);
- Gemeinde Luochen (罗陈乡);
- Gemeinde Nanxiangdian (南向店乡);
- Gemeinde Wenshu (文殊乡);
- Gemeinde Xianju (仙居乡);
- Gemeinde Yanhe (晏河乡);
- Gemeinde Yinpeng (殷棚乡).